# 줄리아 스톤
줄리아 스톤(Julia Stone, 1984년 4월 13일 ~ )은 오스트레일리아의 싱어송라이터이며, 앵거스 앤 줄리아 스톤의 멤버이다. 2010년 솔로 데뷔 앨범 The Memory Machine 을, 2012년에는 두번째 정규 앨범 By the Horns를 발매해 ARIA 앨범 차트에서 11위를 했다.

## 음반 목록
- The Memory Machine (2010)
- By the Horns (2012)